# Baliga bicarunculata
Baliga bicarunculata is een insect uit de familie van de mierenleeuwen (Myrmeleontidae), die tot de orde netvleugeligen (Neuroptera) behoort. 
Baliga bicarunculata is voor het eerst wetenschappelijk beschreven door Brauer in 1868.